# Hysterocrates laticeps
Hysterocrates laticeps là một loài nhện trong họ Theraphosidae.
Loài này thuộc chi Hysterocrates. Hysterocrates laticeps được Mary Agard Pocock miêu tả năm 1897.